# Лалім
Лалім (перс. لليم) — село в Ірані, у дегестані Південний Амлаш, у Центральному бахші, шагрестані Амлаш остану Ґілян. За даними перепису 2006 року, його населення становило 290 осіб, що проживали у складі 79 сімей.